# Gelasma prasina
Gelasma prasina är en fjärilsart som beskrevs av W. Warren 1894. Gelasma prasina ingår i släktet Gelasma och familjen mätare. Inga underarter finns listade i Catalogue of Life.